# Ptilosarcus
Genre
Ptilosarcus est un genre d'animaux de l'embranchement des cnidaires. Ces animaux sont en forme de plume et vivent fixés au substratum.

## Liste des espèces
Selon ITIS (29 avril 2014) :
- Ptilosarcus gurneyi (Gray, 1860)
- Ptilosarcus quadrangularis Moroff, 1902
- Ptilosarcus sinuosus Gray, 1860
- Ptilosarcus undulatus (Verrill, 1865)
- Ptilosarcus verrillii Pfeffer, 1886

Selon World Register of Marine Species (29 avril 2014) :
- Ptilosarcus gurneyi (Gray, 1860)
- Ptilosarcus undulatus (Verrill, 1865)